# Palacký Egyetem

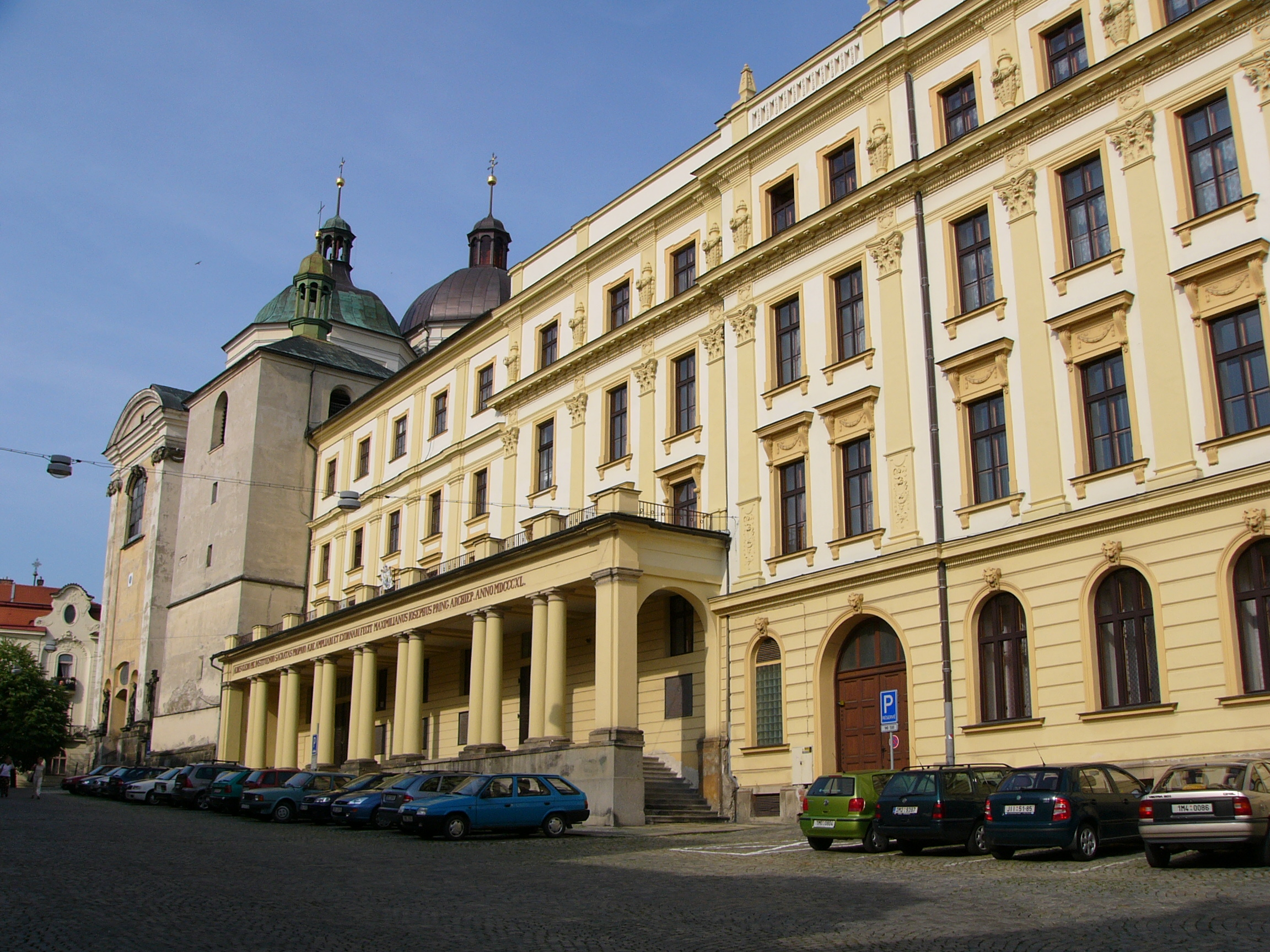
A régi egyetemi épület

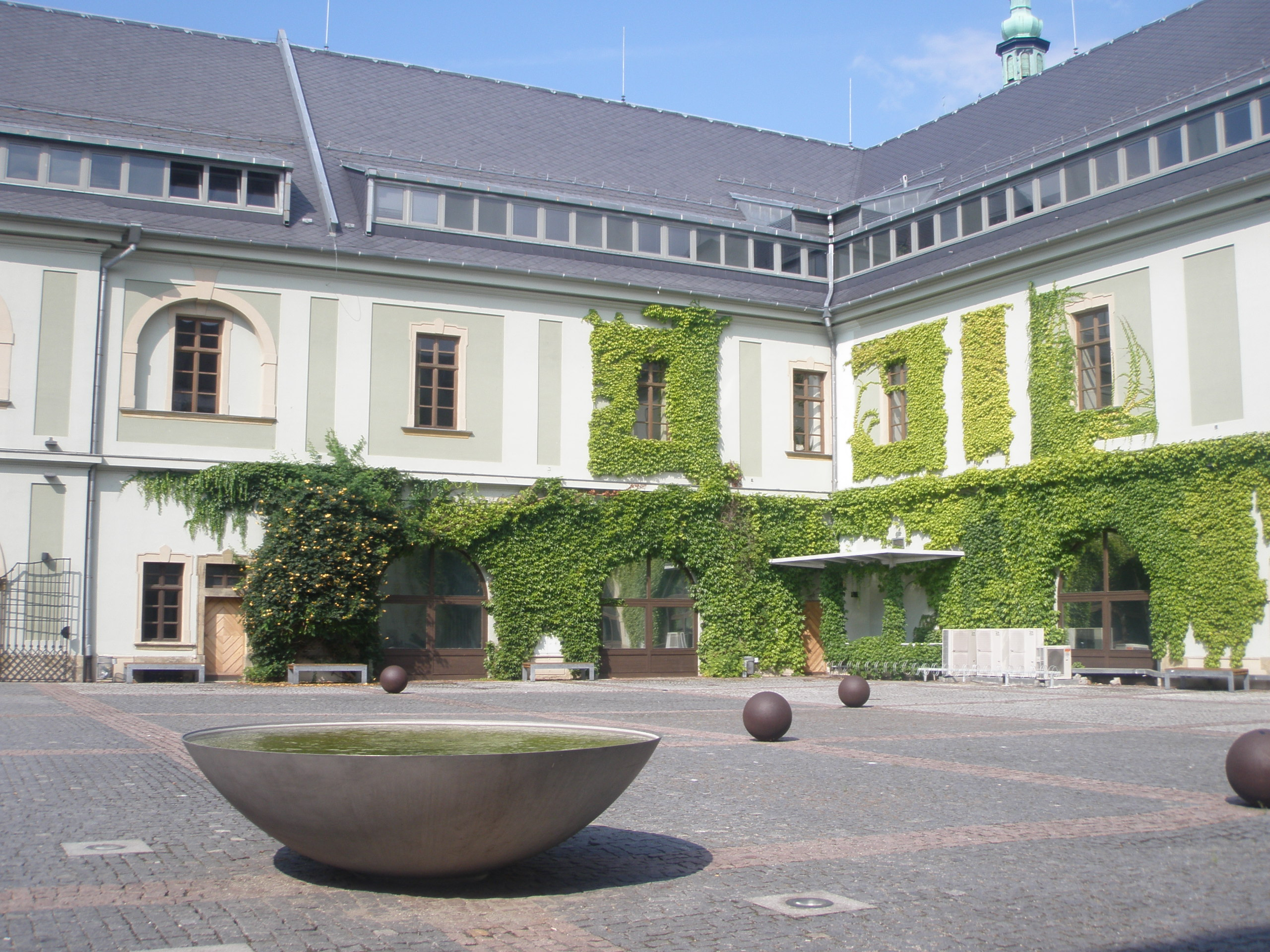
Az egyetemi könyvtár

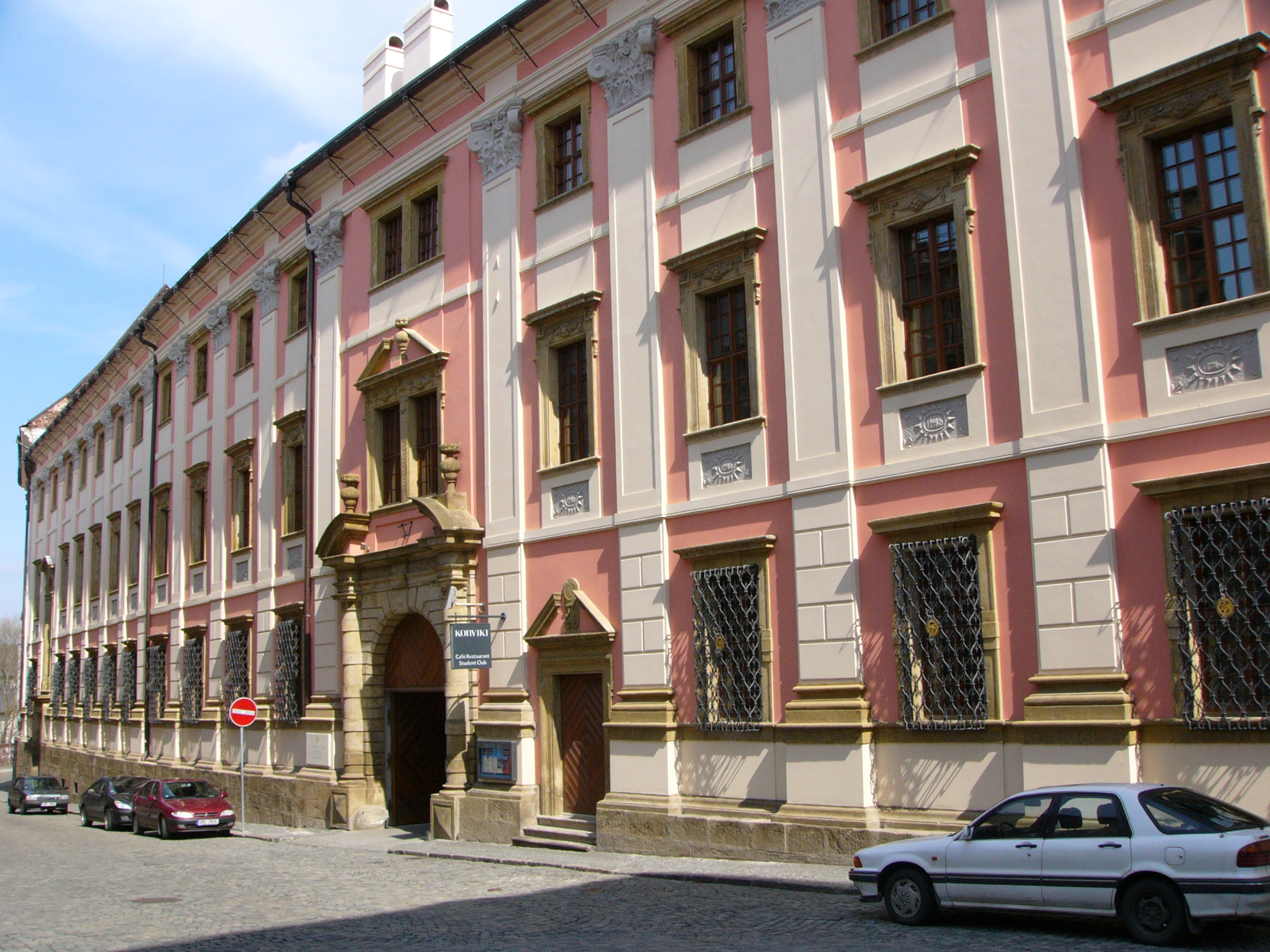
Jezsuita kollégium (1720)

Az alamóci (olmützi) Palacký Egyetem (csehül Univerzita Palackého v Olomouci, latinul Universitas Palackiana Olomucensis) Morvaország legrégebbi egyeteme (a második legrégebbi Csehországban, a prágai Károly Egyetem után), amelyet eredetileg jezsuita főiskolaként alapítottak, 1573-ban. 1946-ban vette fel František Palacký történetíró, politikus nevét.

## Története
Vilém Prusinovský olmützi püspök 1566-ban meghívta a jezsuita rend tagjait városába, hogy alapítsanak rendházat, amelyben ők később több közoktatási intézményt nyitottak. 1573-ban Jan Grodecký lett Olmütz püspöke, s az intézményt ekkor egyetemi szintűvé emeltette II. Miksa császárral. Az első egyetemi előadásokra 1576-ban került sor. 1578-ban az egyetemen létrehoztak egy pápai szemináriumot, a Collegium Nordicumot, amely kibővítette az egyetem tevékenységi hatókörét a korábbi Morávia, Szilézia, Ausztria, Lengyelország, Magyarország területén túl németországi, skandináviai és kelet-európai területekre is. Fő tevékenységük katolikus papok kinevelése volt ezen területekre az ellenreformáció korában. A harmincéves háború alatt, az 1610-es évek végén egy ideig zárva tartottak, de utána a jezsuiták az egyetemet jelentős építkezéssel kibővítették. Rendjük 1773-as feloszlatásával egyházi helyett az egyetem állami hatáskörbe került, majd 1778-ban székhelye Brnóba költözött, ahogy az, az ország tulajdonképpeni fővárosává vált. 1782-ben, amikor Olmütz érsekséggé vált, székhelyét visszahelyezték, majd az egyetemek országos átszervezése után már csak hároméves líceumként működött.
1827-ben az Ausztriai Rudolf bíboros Olmütz hercegérsekének sikerült elérnie, hogy újra egyetemként, a teológia mellett ekkor már filozófiai, jogi és orvosi-sebészeti karral működjön tovább Ferenc Egyetem néven (1827–1860: Franzens-Universität Olmütz). Az 1848–49-es forradalom és szabadságharc  után az egyetem támogatottsága csökkent, a hallgatók száma jelentősen visszaesett, 1851-ben bezárták a filozófiai, 1855-ben a jogi karát. 1860 májusában Ferenc József császár egy rendelete szinte teljesen megszüntette, csak az orvosi és sebészeti oktatás maradt meg 1874-ig, és Olmützben egy önálló teológiai képzés, amely egészen az ország 1939-es német megszállásig, az összes egyetem bezárásáig működött. Az egyetem jelképeit (rektori jogar stb,) az innsbrucki egyetem vette használatba (Leopold-Franzens-Universität Innsbruck). Több kísérlet is történt ezek visszaszerzésére még Csehszlovákia 1918-as megalakulása előtt is, és főleg utána, de ezek nem jártak sikerrel.
1946. február 21-én Csehszlovákia törvénnyel helyreállította az egyetemet Palacký Egyetem néven. 1947-ben négy karon kezdték meg a oktatást. A kommunista kormányok hatásainak eredményeként 1950-ben bezárták a teológiai kart. Az 1953 és 1958 közötti időszakban az egyetemen csak az orvosi kar létezett. Ezt követően a filozófiai kar helyreállt és a természettudományi kar is megalakult. 1964-ben ismét megnyílt a pedagógiai kar.

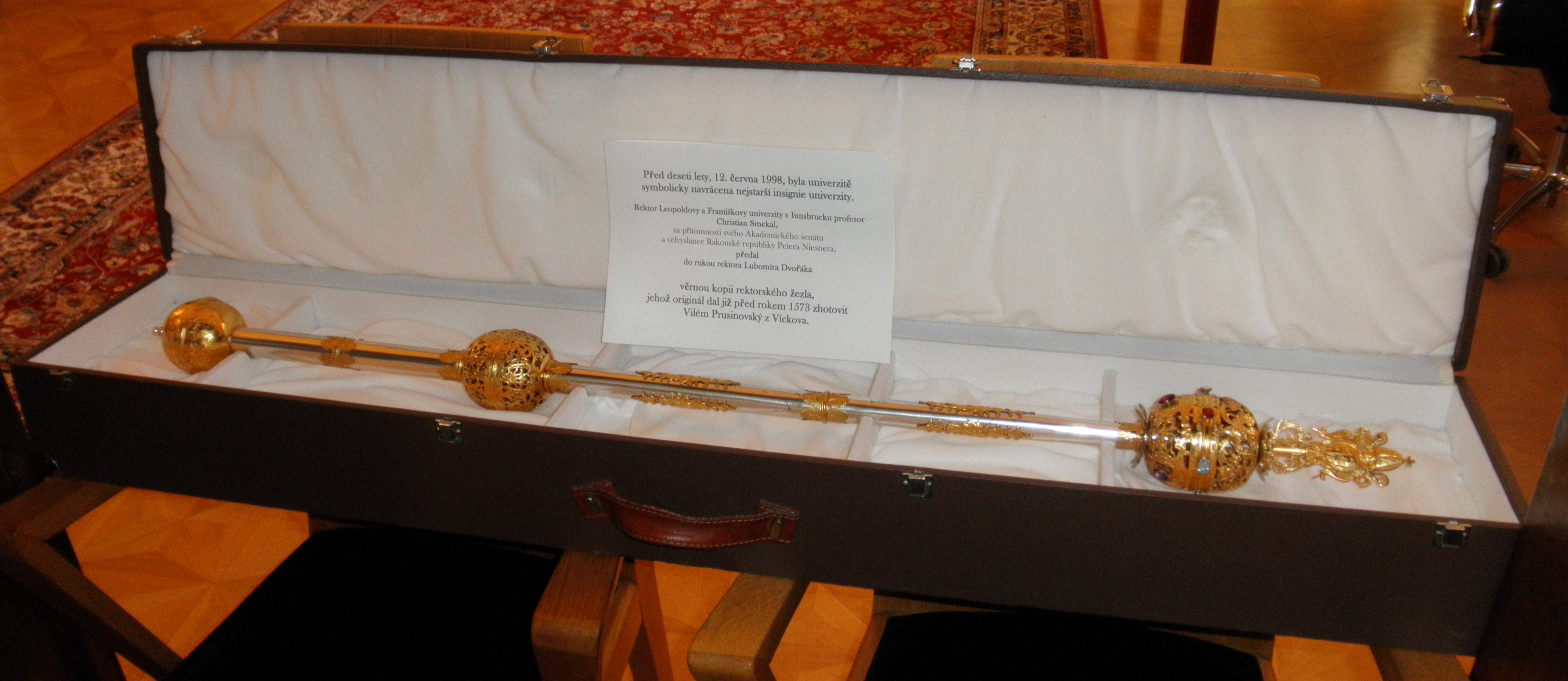
Az eredeti rektori jogar másolata az egyetemen

A bársonyos forradalom után, 1990-ben helyreállították a hittudományi kart. 150 év után, 1991-ben ismét jogi kart hoztak létre és ugyanebben az évben újjáépítették a testnevelési kart. 1998-ban Palacký születésének 200. évfordulóján, az innsbrucki egyetem jelképesen visszaadta az olmützi egyetem legrégebbi rektori jogarát: a Prusinovský által 1572-ben készíttetett jogar egy másolatát (az eredeti továbbra is Innsbruckban van). 2008-ban létrejött az egészségtudományi kar, az orvosi kar egyes tanszékeiből.
Az egyetem az Olomouci filmfesztivál fő szervezője.

## Karok
- Orvosi Kar (benne fogászat is)
- Természettudományi Kar
- Filozófiai Kar
- Pedagógiai Kar
- Teológiai Szent Cirill és Szent Metód Kar
- Testnevelési Kar
- Jogi Kar
- Egészségtudományi Kar

## Az egyetemmel kapcsolatos személyiségek

### Itt tanult
- Nagyfalvi Gergely (1576 körül–1643) szerémi, majd váci püspök
- Johannes Marcus Marci (1595–1667) filozófus, természettudós
- Bohuslav Balbín (1621–1688) tudós
- Christoph Leopold von Schaffgotsch (1623–1703) államférfi
- Jürgen Helfricht (* 1963), német publicista, orvos- és csillagtörténész
- Tarasz Szenkiv (* 1960) ukrán püspök

### Itt tanított
- Jakub Kresa (1648–1715) matematikus tanított
- Karel Slavíček (1678–1735) jezsuita, misszionárius, matematikus, csillagász és sinológus
- Jan Tesánek (1728–1788) matematikus
- Wenzel Schanza ( 1746–1787 körül) egyházfő és teológus, az egyetem rektora is volt
- Franz Samuel Karpe (1747–1806) filozófus, az egyetem rektora is volt
- Johann Jahn (1750–1816) katolikus teológus és orientalista (itt is tanult)
- Joseph Leonhard Knoll (1775–1841) filozófus, a filozófiai kar első dékánja
- Adalbert Theodor Michel (1821–1877) jogtudós, politikus, a jogtudományok professzora
- Gregor Mendel (1822–1884) tudós az egyetemen tanult
- Alois Musil (1868–1944) orientalista és teológus (az egyetemen is tanult)

## Egyetemi Kórház
Az Olomouci Egyetemi Kórház (csehül Fakultní nemocnice Olomouc) az Olomouci kerület legnagyobb kórháza, 1433 ággyal, 50 osztályával és klinikájával (2006). A kórházat 1892-ben alapították, és négy évvel később kezdte meg működését. 1992 és 2004 között a klinikát alaposan kibővítették és korszerűsítették, jelenleg Csehország egyik legmodernebb kórháza.

## Könyvtár
Az Olomouci Tudományos Könyvtár

## Fordítás
- Ez a szócikk részben vagy egészben  a   Palacký-Universität Olmütz című német Wikipédia-szócikk ezen változatának fordításán alapul.  Az eredeti cikk szerkesztőit annak laptörténete sorolja fel. Ez a jelzés csupán a megfogalmazás eredetét és a szerzői jogokat jelzi, nem szolgál a cikkben szereplő információk forrásmegjelöléseként.